# Diaso

Diaso är en ort i södra Ghana. Den är huvudort för distriktet Upper Denkyira West, och folkmängden uppgick till 4 492 invånare vid folkräkningen 2010.